# Vollore-Ville
Vollore-Ville är en kommun i departementet Puy-de-Dôme i regionen Auvergne-Rhône-Alpes i centrala Frankrike. Kommunen ligger i kantonen Courpière som tillhör arrondissementet Thiers. År 2022 hade Vollore-Ville 714 invånare.

## Befolkningsutveckling
Antalet invånare i kommunen Vollore-Ville
| Referens: INSEE |